# 光岡良二
光岡 良二（みつおか りょうじ、1911年11月23日 - 1995年4月29日）は、ハンセン病の歌人。
兵庫県生まれ。東京帝国大学文学部哲学科2年修了時にハンセン病を発病、1933年、多磨全生園に入院、北条民雄と知り合う。1936年、山室のぶ子（光岡芳枝）と結婚。戦中戦後一時社会復帰するものの、1948年再発し、再入院。文芸活動のほか、全患協などで活動。多磨全生園の生活記録を集めた『倶会一処　患者が綴る全生園の七十年』の編纂の中心となった。厚木叡（あきら）、岸根光雄の筆名を用いた。

## 著書
- 『歌集 深冬（みふゆ）』勁草社、1958年
- 『古代微笑　光岡良二歌集』風林文庫、1968年
- 『いのちの火影　北条民雄覚え書』新潮社、1970年
  - 新版『北条民雄　いのちの火影』沖積舎、1981年
- 『水の相聞　光岡良二歌集』雁書館、1980年
- 『詩集 伝説』沖積舎、1983年